# Khwai River Lodge Airport
Khwai River Lodge Airport är en flygplats i Botswana.   Den ligger i distriktet North-West, i den norra delen av landet, 700 km norr om huvudstaden Gaborone. Khwai River Lodge Airport ligger 939 meter över havet.
Terrängen runt Khwai River Lodge Airport är mycket platt. Trakten runt Khwai River Lodge Airport är nära nog obefolkad, med mindre än två invånare per kvadratkilometer..
Omgivningarna runt Khwai River Lodge Airport är huvudsakligen savann.